# 姜基甲
姜基甲（韓語：강기갑；1953年6月7日—），出生在韓國慶尚南道泗川郡，是一位韓國政治人物、農民社會運動者，第17、18、19任韓國國會議員，於2008年5月至2009年為民主勞動党党首、2011年统合进步党創黨人士及2012年5月至9月為统合进步党党首。

## 外部連結
- 姜基甲:韓國議會[永久] 
- 姜基甲[永久] 
- 姜基甲（页面存档备份，存于） 
- 姜基甲 Fan club 